# Ouad Naga
Ouad Naga, trascritta anche come Wādu n-Nāqâ (واد الناقة in Arabo), è una città della Mauritania nella regione di Trarza.